# Кринички (Амвросіївська міська громада)
Крини́чки — селище в Україні, в Амвросіївській міській громаді Донецького району Донецької області. Населення становить 26 осіб.

## Загальні відомості
Відстань до райцентру становить близько 21 км і проходить автошляхом місцевого значення.
Землі села межують із територією с. Саурівка Шахтарського району Донецької області.
Поруч із селищем розташований регіональний ландшафтний парк Донецький кряж.
Унаслідок російської військової агресії із серпня 2014 року Кринички перебувають на території ОРДЛО.

## Історія
Кринички до 1917 — католицьке село області Війська Донського, Таганрозький округ Артемівської волості; у радянські часи — Сталінська область, Амвросіївський район. Католицький прихід Таганрог. Мешканців: 333 (1915), 367/346 німців (1926).
7 (20) листопада 1917 року, відповідно до Третього Універсалу Української Центральної Ради, увійшло до складу Української Народної Республіки.

## Населення
За даними перепису 2001 року населення селища становило 26 осіб, із них 53,85 % зазначили рідною мову українську та 46,15 % — російську.